# Ioan Șnep
Ioan Snep, född den 12 juli 1966 i Negreşti-Oaş i Rumänien, är en rumänsk roddare.
Han tog OS-silver i fyra med styrman i samband med de olympiska roddtävlingarna 1988 i Seoul.